# Inflation sous-jacente

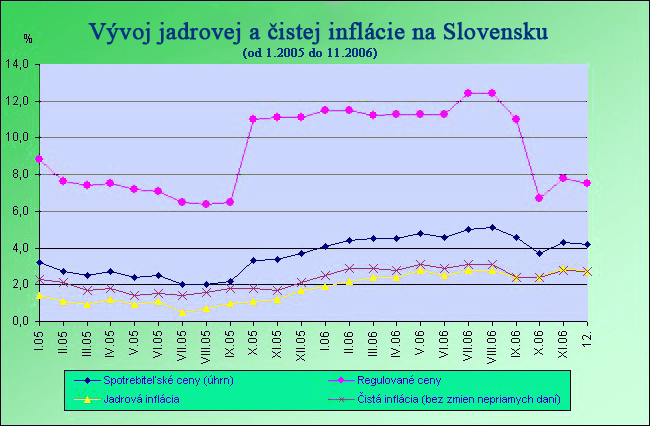
Inflation sous-jacente en Slovaquie (core inflation SVK).

L'inflation sous-jacente, aussi appelée inflation de base, représente la tendance de long terme de l'évolution du niveau des prix. En mesurant l'inflation de long terme, les variations transitoires du niveaux des prix sont écartées. Une façon d'y parvenir est rendue possible par l'exclusion d'articles fréquemment soumis à la volatilité des prix, comme la nourriture ou l'énergie.

## Histoire
Le concept d'inflation sous-jacente comme croissance globale des prix hors alimentation et énergie, a été introduit par un article de Robert J. Gordon, sous le nom de core inflation, en 1975. C'est la définition de « l'inflation sous-jacente » la plus utilisée à des fins politiques. Le modèle de l'inflation sous-jacente a été par la suite développé et soutenu par Otto Eckstein, dans un article publié en 1981. Selon l'historien de la théorie économique Mark A. Wynne : « Eckstein a été le premier à proposer une définition formelle de l'inflation sous-jacente, comme la « tendance des taux d'augmentation du prix de l'offre globale ». »

## Raisons justifiant son utilisation
Lors du choix du panier moyen pour le calcul du taux d'inflation, on tente de définir un panier de biens qui puisse rendre compte avec le plus de justesse de l'inflation. C'est dans ce but qu'en Europe, l'indice des prix à la consommation harmonisé est souvent utilisé
Toutefois quelques aspects de l'inflation ne se laissent pas mesurer aisément :

### Les fluctuations annuelles
Une liste de prix de certains produits connaissent des variations annuelles. C'est en particulier le cas avec les produits alimentaires. Ces fluctuations annuelles chargent le taux effectif d'inflation globale. Pour éliminer ces effets, il existe deux possibilités :
- le lissage par la moyenne (afin de que les modifications du taux d'inflation soient atténuées) ;
- la suppression des produits alimentaires du panier de bien (concept de l'inflation sous-jacente).

Selon une étude de la Federal Reserve Bank of New York le concept d'inflation sous-jacente serait plus à même de mesurer le taux effectif d'inflation, comparé à la méthode du lissage par la moyenne.

### Fluctuation du prix de l'énergie
Les prix des vecteurs d'énergie (surtout le pétrole non raffiné, le gaz naturel et le charbon) sont aussi susceptibles de variations. À cela s'ajoute le fait que les prix d'autres biens peuvent fluctuer au cours d'un même quadrimestre à cause des variations des prix de l'énergie. 
Ces effets peuvent également être écartés par la non prise en compte des coûts de l'énergie dans le panier de biens.
Les effets d'un choc de prix externe (par exemple la crise pétrolière) sont ainsi aisément écarté par cette mesure.

## Critique
La critique de ce concept porte sur le fait que les hausses de prix de l'énergie comme de l'alimentation ne s'affaiblissent pas toujours par des contre-chocs. Ils pourraient perdurer pendant plusieurs années et être à l'origine d'une tendance de long terme. L'inflation sous-jacente n'est pas en mesure de saisir cet effet, bien qu'une grande partie de la consommation des citoyens porte sur l'énergie et l'alimentation.

## Utilisation

### Aux États-Unis
La mesure préférée par la Réserve Fédérale de l'inflation sous-jacente aux États-unis est le changement dans le cœur de l'indice des prix de dépenses de consommation personnel (en). Cet indice est mesuré par un panier dynamique de consommation. Les variables économiques ajustées par cet indice déflateur sont exprimés en dollars enchaînés, plutôt que la mesure alternative en dollars constants, fondée sur un panier fixe de biens.

Depuis février 2000, les rapports au Congrès semi-annuel de politique monétaire du Conseil de la Réserve  Fédérale ont décrit les perspectives d'inflation selon la mesure de l'indice des prix de dépenses de consommation personnel. Avant cela, les perspectives d'inflation ont été présentées en fonction de l'indice des prix à la consommation. Pour expliquer sa préférence pour l'indice des prix de dépenses de consommation personnel, le Conseil a déclaré :
L'indice des prix de dépenses de consommation personnel s'appuie largement sur les données de l'indice des prix à la consommation, mais, bien qu'il ne soit pas entièrement à l'abri des problèmes de mesure, il a plusieurs avantages par rapport à l'indice des prix à la consommation. L'indice est construit à partir d'une formule qui tient compte de l'évolution de la composition des dépenses et ainsi permet d'éviter certains biais à la hausse associés à la nature fixe de la  pondération de l'indice des prix à la consommation. En outre, les poids sont basés sur une mesure plus complète des dépenses. Enfin, les données historiques utilisées dans l'examen de cet indice des prix peut être révisé pour tenir compte de toute nouvelle information disponible et pour l'amélioration des techniques de mesure, y compris ceux qui affectent les données de la source de l'indice des prix à la consommation; le résultat est une série plus cohérente au fil du temps.
— Rapport sur la Politique Monétaire au Congrès, Conseil de la Réserve fédérale des Gouverneurs, 17 février 2000

Auparavant, la Réserve Fédérale avait utilisé l'indice des Prix à la Consommation aux États-Unis (en) comme sa mesure prévalente de l'inflation. L'indice des prix à la consommation est encore utilisé à de nombreuses fins, par exemple, pour l'indexation de la sécurité sociale. L'équivalent de l'indice des prix à la consommation est aussi couramment utilisé par les banques centrales d'autres pays pour mesurer l'inflation. L'indice des prix à la consommation est présenté mensuellement par le Bureau des Statistiques du Travail. L'évolution de cet indice tend à changer plus d'un mois à l'autre que ne le fait « l'inflation sous-jacente ». Il en est ainsi car l'inflation sous-jacente élimine les produits qui peuvent provoquer temporairement des chocs sur les prix (comme l'énergie et les produits alimentaires).
Le nouvel instrument de mesure est donc destiné à être un indicateur prédictif d'une inflation sous-jacente de long terme.

### En Europe
Eurostat calcule régulièrement le taux d'inflation sous-jacente comme indice des prix à la consommation harmonisé débarrassé des composantes énergétiques et alimentaires. Il est utilisé par la BCE comme indicateur lors de la prise de mesure en matière de politique monétaire.
En Suisse, la Banque nationale suisse a recours à un taux d'inflation sous-jacent comme un taux d'inflation qui ne dépende pas de l'alimentation, du tabac, des produits saisonnier, de l'énergie et des produits combustibles .
L'utilisation de l'inflation sous-jacente par la Banque centrale part du principe que les chocs de prix temporaire et les fluctuations annuelles n'auraient pas d'influence sur les décisions à prendre en matière de politique monétaire. Les effets de second tour causés par des chocs de prix externes avoir des conséquences durables sur l'inflation.

## Des alternatives au modèle de l'inflation sous-jacente
Il y a d'autres façons de mesurer le taux d'inflation.

### La troncature
Une moyenne tronquée de l'indice des prix de dépenses de consommation personnel, qui sépare le « bruit » de ce que l'on tente de mesurer. Cela signifie que les plus fortes hausses et baisses de prix sont tronquées d'un certain pourcentage, ce qui permet une mesure plus précise sur l'inflation sous-jacente. Aux États-unis, la Réserve Fédérale de Dallas tronque à 19,4 % à la baisse de la queue et de 25,4 % à la partie supérieure de la queue.

### La moyenne mobile
En 2006, une analyse de la Federal Reserve Bank of New York a indiqué que la mesure de l'inflation sous-jacente n'a pas mieux prédit l'inflation que la moyenne mobile des prix à la consommation.

### Médiane de l'indice des prix à la consommation et médiane de l'indice des prix de dépenses de consommation personnel
La médiane de l'indice des prix à la consommation est généralement plus élevée que les chiffres tronqués de l'indice des prix de dépenses de consommation personnelle et de l'indice des prix à la consommation. La Réserve Fédérale de Cleveland calcule la médiane de l'indice des prix à la consommation et une moyenne tronquée à 16 % de l'indice des prix à la consommation. Il y a également une médiane de l'indice des prix de dépenses de consommation personnelle, mais il n'est pas largement utilisé comme indicateur de l'inflation.